# نون تشيا
نون تشيا (بالخميرية: នួន ជា)‏ (وُلد في 7 يوليو 1926 في محافظة باتامبانغ، كمبوديا)، واسمه عند الولادة لاو كيم كورن، المعروف أيضاً باسم لونغ بونروت (بالخميرية: ឡុ ង ប៊ុ ន រត្ន)‏ أو رونغلويت لاودي (تايلندية: รุ่ง เลิศ เหล่า ดี) هو سياسي شيوعي كمبودي سابق، وقد كان كبير أيديولوجيي الخمير الحمر. كما شغل منصب رئيس وزراء كمبوتشيا الديمقراطية (رئيس وزراء كمبوديا ال31).
كان يُعرف باسم «الأخ رقم 2» (بالخميرية: បងធំ ទី 2)‏، كما كان القائد الثاني إلى جانب زعيم الخمير الحمر بول بوت، الأمين العام للحزب الشيوعي لكمبوتشيا، خلال الإبادة الجماعية الكمبودية 1975-1979 التي راح ضحيتها مليونا كمبودي. وفي 7 أغسطس 2014، تم الحكم على نون تشيا بالسجن المؤبد على الجرائم المُرتكبة ضد الإنسانية، إلى جانب زعيم آخر من الخمير الحمر، خيو سامفان. وفي سن ال91، أصبح نون تشيا أقدم رئيس وزراء سابق يعيش وأقدم آخر قائد للخمير الحمر على قيد الحياة.

## الحياة الأولى
وُلد نون تشيا (لاو كيم لورن) في فوات كور، محافظة باتامبانغ في عام 1926. ووالده، هو لاو ليف، وهو يعمل تاجراً ومزارعاً، في حين كانت والدته، دوس بينه، خياطة. وقد أوضحت مقابلة أجراها باحث ياباني في عام 2003 مع نون تشيا أن ليف كان صينياً، بينما كانت بينه ابنة مهاجر صيني من شانتو. في عام 2011، قال تشيا لمحكمة الخمير الحمر أنه كان ربع صيني فقط حيث أن والده كان نصف صيني. كطفل، تربى نون تشيا في كل من الجمارك الصينية والخميرية. وكانت أسرته تصلي في معبد تيرافادا البوذي، كما كانت تؤدي العادات الدينية الصينية خلال السنة القمرية الجديدة ومهرجان تشينغمينغ. بدأ نون تشيا المدرسة في السابعة من عمره، وتلقى تعليمه باللغات التايلندية والفرنسية والخميرية.
في الأربعينات، درس نون تشيا في جامعة ثاماسات في بانكوك وعمل بدوام جزئي في وزارة الخارجية التايلاندية. بدأ أنشطته السياسية في الحزب الشيوعي التايلاندي في بانكوك. ثم اُنتخب نائباً للأمين العام لحزب العمال في كمبوتشيا (سمي لاحقاً باسم الحزب الشيوعي لكمبوتشيا) في سبتمبر 1960. في كمبوتشيا الديمقراطية، كان يُعرف عموماً باسم «الأخ رقم الثاني». وخلافاً لمعظم قادة الخمير الحمر، لم يدرس تشيا في باريس.
وقد كان تشيا موثقاً في الأرشيفات السوفياتية، كما أنه لعب دوراً رئيسياً في التفاوض على الغزو الفيتنامي لكمبوديا في عام 1970، بقصد إجبار حكومة لون نول على التنحي: «في أبريل - مايو 1970، دخلت العديد من القوات الفيتنامية الشمالية إلى كمبوديا في استجابة لنداء المساعدة الموجهة إلى الفيتنام من من قبل نائب بول بوت، نون تشيا. وقد ذكر نغوين كو ثاش:» طلب نون تشيا المساعدة وقد حررنا خمس مقاطعات من كمبوديا في عشرة أيام«. في عام 1970، احتلت القوات الفيتنامية ما يقرب من ربع أراضي كمبوديا، وازدادت السيطرة الشيوعية عدة مرات، كما أُعطيت السلطة في ما يسمى المناطق المحررة إلى الحزب الشيوعي لكمبوتشيا. وفي ذلك الوقت كانت العلاقات بين بول بوت والزعماء الفيتناميين الشماليين ساخنة بشكل خاص». وثق الفيتناميون الشماليون نون تشيا كونه أقوى من بول بوت وإينغ ساري، على الرغم من أنه «خدع باستمرار المسؤولين الفيتناميين فيما يتعلق بالخطط الحقيقية لقيادة الخمير». ونتيجة لذلك، «لم يتخذ هانوي أي إجراء لتغيير نمط السلطة في صفوف الحزب الشيوعي من أجل مصلحتهم الخاصة».

## المسار المهني
باعتبارها المجلس التشريعي للدولة، فقد عقدت الجمعية التمثيلية الشعبية لكمبوتشيا أول جلسة عامة لها خلال الفترة من 11 إلى 13 أبريل 1976، واُنتخب تشيا رئيساً للجنة الدائمة. كما تولى لفترة وجيزة منصب رئيس الوزراء بالنيابة عقب استقالة بول بوت لمدة شهر واحد، مُشيراً إلى أسباب صحية. ووفقاً لديمتري موسياكوف «في أكتوبر 1978، كان هانوي لا يزال يعتقد أن» هناك شخصيتين بارزين في الحزب في بنوم بنه، المتعاطف مع الفيتنام - نون تشيا والأمين الأول السابق للمنطقة الشرقية «سو فيم». وكان الفيتناميين يأملون في أن تكون هذه الأرقام انتفاضة ضد بول بوت التي تبين أن لا أساس لها من الصحة: حتى سو فيم هُلك خلال الثورة في يونيو 1978، في حين أن نون تشيا، وكما هو معروف، تبين أنه واحد من أتباع بول بوت الأكثر إخلاصاً- لم يكن عيباً من الجانب الفيتنامي.... من الصعب أن نفهم لماذا حتى نهاية عام 1978 كان يعتقد هانوي أن نون تشيا كان «رجلهم» على الرغم من أن جميع التجارب السابقة أثبتت تماماً العكس من ذلك، هل كان هانوي لا يدرك انحيازه الدائم مع بول بوت، حيث طالبه بأنه «لا ينبغي السماح للأقلية الفيتنامية بالإقامة في كمبوتشيا»، وقسوته الشديدة، فضلاً عن حقيقة أنه «بالمقارنة مع نون تشيا، يُعتبر بول بوت النموذج المثالي للطف؟». اضطر نون تشيا إلى التخلي عن منصبه كرئيس للجمعية، جنباً إلى جنب مع أشخاص آخرين مثل الفيتناميين الذين قُبض عليهم في بنوم بنه في يناير 1979.
وفي ديسمبر 1998، استسلم تشيا كجزء من آخر بقايا مقاومة الخمير الحمر التي كان مقرها في بايلين بالقرب من الحدود التايلندية. ووافقت الحكومة في عهد رئيس الوزراء هون سين، وهو نفسه عضو سابق في الخمير الحمر، على التخلي عن محاولات محاكمة تشيا، وهو قرار أدانه المجتمع الدولي.

## الاعتقال والمحاكمة
في 19 سبتمبر 2007، أُلقي القبض على تشيا في منزله في بايلين ونُقل جواً إلى محكمة الخمير الحمر في بنوم بنه، واُتهم بارتكاب جرائم حرب وجرائم ضد الإنسانية. وقد اُحتجز منذ ذلك الحين. وفي فبراير 2008، أبلغ تشيا المحكمة أنه ينبغي التعامل مع قضيته وفقاً للمعايير الدولية. وقال إن المحكمة يجب أن تؤخر الإجراءات لأن محاميه الهولندي ميشيل بيستمان لم يصل بعد. وفي مايو 2013، أخبر تشيا المحكمة وأسر الضحايا «أشعر بالندم على الجرائم التي ارتكبت عمداً أو عن غير قصد، سواء أكنت قد عرفت ذلك أم لا أعرفه». في 7 أغسطس 2014، أدانت المحكمة تشيا للجرائم المُتركبة ضد الإنسانية وحكمت عليه بالسجن المؤبد. وأعلن محاميه على الفور أن تشيا سيستأنف إدانته. كما واجه تشيا محاكمة منفصلة لجريمة الإبادة الجماعية في نفس المحكمة.

## وصلات خارجية
- نون تشيا على موقع IMDb (الإنجليزية)
- نون تشيا على موقع الموسوعة البريطانية (الإنجليزية)
- نون تشيا على موقع قاعدة بيانات الفيلم (الإنجليزية)
- الغرف الاستثنائية في محاكم كمبوديا
- «الأخ رقم اثنين يستمتع بتقاعده» نسخة كاملة طبق الأصل
- مراقب المحكمة الخاصة بكمبوديا
- يُصور مقابلة مع نون تشيا